# Elda Neyis Mosquera
Elda Neyis Mosquera García (với các biệt danh: Karina, Nelly Ávila Moreno, Janet Mosquera Rentería, Rocío Arias, sinh ngày 15 tháng 8 năm 1963) là cựu chỉ huy thứ 47 của Lực lượng Vũ trang Cách mạng Colombia (FARC-EP, tiếng Tây Ban Nha: Fuerzas Armadas Revolucionarias de Colombia—Ejército del Pueblo), là một nhóm phiến quân cộng sản ở Colombia. Cô cùng nhóm phiến quân đầu hàng Quân đội Colombia vào ngày 18 tháng 5 năm 2008. Sau đó, cô đã bị Tòa án xét xử và bị kết tội tàn sát, bắt cóc và giết người. Cô bị kết án 33 năm tù giam, nhưng vào ngày 6 tháng 3 năm 2009, cô được tuyên bố trả tự do để làm "người quảng bá" hòa bình, "và là một ví dụ cho các phiến quân khác để lôi kéo họ đầu hàng.
Elda Neyis Mosquera García là thành viên của Lực lượng Vũ trang Cách mạng Colombia FARC trong suốt 24 năm từ năm 1984 đến khi cô đầu hàng vào năm 2008. Tại một cuộc họp báo tại thành phố Medellín, Moreno tuyên bố rằng lý do cô đã đầu hàng là vì áp lực quân đội Colombia ngày càng tăng, sự suy yếu của lực lượng phiến quân và nỗi sợ hãi của cô có thể bị quân đội của chính mình giết chết vì tiền thưởng 900.000 đô la trên đầu. Trước đó, chỉ huy FARC là Iván Ríos đã bị giết bởi chính vệ sĩ của mình.

## Liên kết mở rộng
- BBC story on surrender
- Reuters video of statement